# Ceolwald
Ceolwald pourrait avoir régné sur la Mercie en 716. 

## Biographie
La plupart des listes royales font se succéder directement Ceolred, mort en 716, et Æthelbald. Il existe néanmoins une liste conservée à la cathédrale de Worcester qui intercale un certain Ceolwald entre ces deux rois. Son nom suggère qu'il était peut-être le frère de Ceolred. Son règne, s'il a eu lieu, est nécessairement très court, car on sait par ailleurs qu'Æthelbald devient roi en 716,.